# День фармацевтичного працівника
День фармацевтичного працівника — професійне свято України. Відзначається щорічно в третю суботу вересня.
У цей день в Україні проводять урочисті збори, інші офіційні та святкові заходи, спрямовані на відзначення ролі фармації у суспільстві.

## Історія свята
Свято встановлено в Україні «…на підтримку ініціативи Міністерства охорони здоров'я України та враховуючи значний внесок працівників фармацевтичної галузі в охорону здоров'я населення…» згідно з Указом Президента України «Про День фармацевтичного працівника» від 7 вересня 1999 року № 1128/99.